# Deng Zhi
Deng Zhi (? - 251.) bio je kineski političar iz doba Tri kraljevstva, koji je služio gospodara rata Liu Beija, a potom njegove nasljednike iz države Shu Han. Nakon Liu Beijeve smrti 223. je vodio diplomatsku misiju u državu Istočni Wu koja je završila sklapanjem saveza i oslobađanjem Zhang Yija. Deng Zhi se zajedno sa Zhao Yunom istakao u Sjevernim ekspedicijama protiv države Cao Wei. Bio je poznat kao hrabra, ali i izuzetno čestita i skromna osoba. Kada je umro, ispostavilo se da mu obitelj nema novaca za pogreb, pa su troškove morali namiriti njegovi prijatelji i osobe kojima je pomagao za vrijeme života.